# 蒂姆·厄尔曼
蒂姆·厄尔曼（德語：Tim Oermann，2003年10月6日—），德国波鸿人，职业足球运动员，現效力於奥地利足球超级联赛球隊格拉茲（德国足球甲级联赛球隊利華古遜外借），司职中後衛。

## 俱乐部生涯
自2016—17赛季起，厄尔曼曾在波鸿青年队C队效力两个赛季，随后在B队效力两个赛季，并在2020—21和2021—22赛季在A队效力。从德甲联赛2022—23赛季开始，厄尔曼进入职业队，并在2022年9月18日对阵科隆足球俱乐部的比赛中上演了自己的德甲首秀。直到冬歇期，厄尔曼代表波鸿队在德甲联赛中出场4次。
2023年1月，厄尔曼被租借到奥地利足球超级联赛俱乐部沃爾夫斯貝格。厄尔曼代表沃尔夫斯贝格在奥地利足球超级联赛中出场15次，直到赛季结束。